# 科尔内利娅·西尔希
科尔内利娅·西尔希（德語：Cornelia Sirch，1966年10月23日—），德国女子游泳运动员。她曾代表东德参加1988年夏季奥林匹克运动会游泳比赛，获得一枚金牌和二枚铜牌。